# Сидоренко, Александр Васильевич
Алекса́ндр Васи́льевич Сидоре́нко (6 [19] октября 1917, Новоникольское, Харьковская губерния — 23 марта 1982, Алжир) — советский учёный, Министр геологии СССР (1962—1975), академик АН СССР (1966), государственный и общественный деятель. Специалист в области геологии и геоморфологии пустынь, процессам минералообразования в коре выветривания и связанными с ними полезными ископаемыми, комплексной оценке минерального сырья и охране окружающей среды. Развил новое направление — литологию осадочно-метаморфизованных толщ докембрия.

## Биография
Родился в крестьянской семье 6 (19) октября 1917 года в селе Новониколаевка Стрелецкой волости, Старобельского уезда, Харьковской губернии.

### Образование
Учился в железнодорожной школе N28 на станции Чертково Ростовской области В 1934 году окончил рабфак при Воронежском государственном университете.
В 1934—1940 годах учился в Воронежском государственном университете, получил специальность «геолог-минералог».
В 1940—1941 годах — ассистент и аспирант кафедры минералогии в университете.

### Военное время
В 1941—1943 годах служил РККА командиром взвода, командиром батареи артуправления 1-й гвардейской армии. Воевал под Сталинградом, был тяжело ранен, лечился в госпитале.
Короткое время преподавал в артиллерийском училище в городе Энгельс.

### Научная работа
В 1943—1949 годах работал в Геологическом институте Туркменского филиала АН СССР: старший научный сотрудник, заведующий отделом, начальник экспедиций. В 1945 году присуждена учёная степень кандидата геолого-минералогических наук за диссертацию: «К минералогии и геохимии жильных месторождений Копетдага».
В 1947—1950 годах — научный консультант Туранской экспедиции треста «Аэрогеология» Министерства геологии и охраны недр СССР
В 1950—1961 годах — в Кольском филиале АН СССР: заместитель председателя, с 1952 года — председатель Президиума Кольского филиала АН СССР.
В 1952 году присуждена учёная степень доктора геолого-минералогических наук за диссертацию: «К минералогии и геохимии континентальных толщ пустыни Каракум».
В 1953 году — член-корреспондент АН СССР, в 1966 — действительный член АН СССР.
В 1955—1959 — директор Геологического института Кольского филиала АН СССР.
В 1962 году присвоено учёное звание профессор по специальности «Общая геология».
В 1962—1976 — Заведующий лабораторией литологии древних осадочно-метаморфизованных толщ Геологического института АН СССР.
С 1974 года — Руководитель проекта «Металлогения докембрия» Международной программы геологической корреляции.
1975—1982 — вице-президент АН СССР, председатель секции наук о Земле АН СССР.
С 1976 года — директор лаборатории осадочных полезных ископаемых АН СССР.
С 1979 года — создатель и директор Института литосферы АН СССР.
Участвовал в работе 20 (Мексика, 1956), 21 (Дания, 1960), 25 (Австралия, 1976) сессий Международного геологического конгресса.

### Государственные должности
В 1961—1962 — Первый заместитель председателя Госкомитета Совмина РСФСР по координации научно-исследовательских работ.
В 1962—1976 — Министр геологии и охраны недр СССР, председатель Государственного геологического комитета СССР, министр геологии СССР.
1963—1975 — Руководитель Советской части СЭВ по геологии.

### Последние годы жизни

Могила и памятник на Новодевичьем кладбище

23 марта 1982 года погиб в автомобильной автокатастрофе в Алжире. По воспоминаниям коллег, машина в которой он ехал, столкнулась с верблюдом.
Похоронен на Новодевичьем кладбище (9 участок, 9 ряд) в Москве.

## Семья
Дети:
- Светлана — геолог, учёный секретарь ИПНГ РАН[5].
- Сергей — геолог, работал в Институте литосферы.

## Общественная деятельность
- Кандидат в члены ЦК КПСС на XXIII и XXIV съездах КПСС
- Депутат Верховного Совета СССР 7—10 созывов.
- Чден ЦК Профсоюзов (с 1967)
- Делегат XXIII, XXIV, XXV, XXVI съездов КПСС.

## Членство в организациях
- 1942 — Коммунистическая партия Советского Союза.
- 1947 — Всесоюзное минералогическое общество, 1971 — почётный член.
- 1971 — почётный член Ленинградского общества естествоиспытателей.
- 1963—1968 — Член Бюро Отделения наук о Земле АН СССР.
- 1966 — член Международной ассоциации по седиментологии.
- 1966 — президент Общества советско-пакистанских культурных связей.

## Награды и звания
- 1944 — Медаль «За оборону Сталинграда»[6]
- 1945 — Медаль «За победу над Германией в Великой Отечественной войне 1941—1945 гг.»
- 1945 — Медаль «За доблестный труд в Великой Отечественной войне 1941—1945 гг.»
- 1951 — Орден Красной Звезды за отвагу и храбрость во время Великой Отечественной войны
- 1953 — Медаль «За трудовую доблесть»
- 1963 — Орден Ленина за успехи в развитии геологоразведочных работ, открытии и разведке полезных ископаемых[7]
- 1965 — Юбилейная медаль «Двадцать лет Победы в Великой Отечественной войне 1941—1945 гг.»
- 1966 — Орден Трудового Красного Знамени за успехи в выполнении «семилетнего плана» по развитию геологоразведочных работ
- 1966 — Лауреат Ленинской премии (1966) — за открытие Ковдорского флогопитового месторождения (в составе авторского коллектива)
- 1966 — Серебряная медаль имени К. Богдановича Президиума Высшего горного совета ПНР.
- 1968 — Юбилейная медаль «50 лет Вооружённых Сил СССР»
- 1969 — «Серебряная медаль имени С. Бубнова» Геологического общества ГДР, за заслуги в развитии геологической науки
- 1969 — Медаль «Дружба» МНР
- 1970 — Медаль «В ознаменование 100-летия со дня рождения Владимира Ильича Ленина»
- 1970 — Золотая медаль с лентой «За заслуги перед человечеством» Чехословацкого общества международных отношений
- 1971 — Орден Ленина за заслуги в выполнении заданий пятилетнего плана по развитию промышленности, строительства, транспорта и связи
- 1975 — Юбилейная медаль «30 лет социалистической революции в Болгарии».
- 1981 — Золотая медаль имени В. И. Вернадского.

## Память

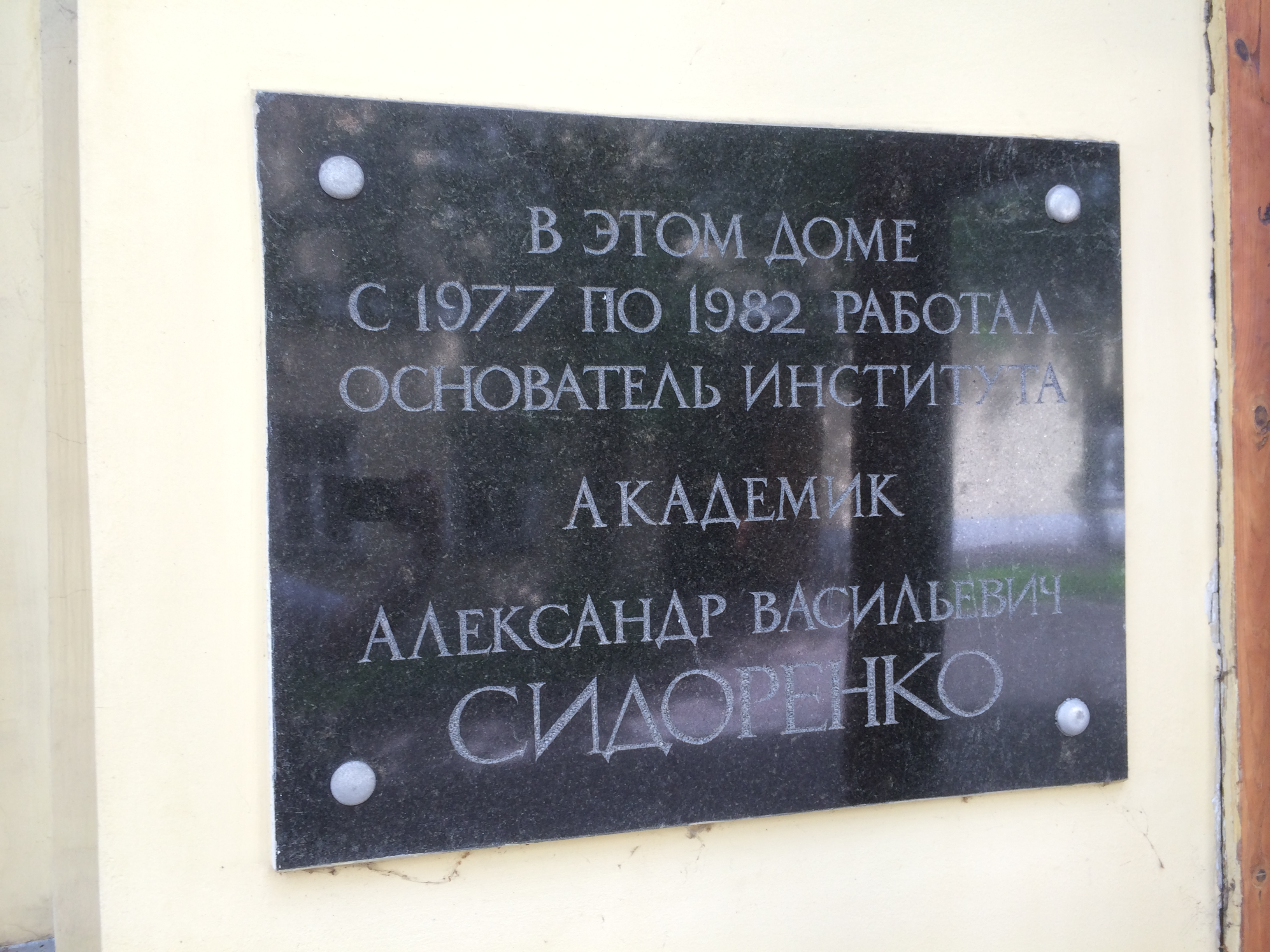
Памятная доска на здании
(ИЛ / ГИН)

В 1983 году в честь академика А. В. Сидоренко Почта СССР выпустила марку с его портретом достоинством в 4 копейки.
В память об А. В. Сидоренко были названы:
- 1979 — новый минерал — сидоренкит (Na3MnPO4CO3)[8].
- 1979 — новый вид древнейшей водоросли — Murmania sidorenkia Lubtsov, 1979[9].
- 1985 — Научно-исследовательское судно «Академик Александр Сидоренко» (Akademik Aleksandr Sidorenko), НПО Южморгеология. Построено 5 мая 1985, списано 9 ноября 2007 года.
- 1988 — Проспект Сидоренко в городе Апатиты.

Мемориальные доски:
- Апатиты — Геологический институт КНЦ РАН
- Москва:
  - «В этом доме с 1977 по 1982 работал основатель института академик Александр Васильевич Сидоренко» — по адресу: Старомонетный переулок, дом 22, строение 1, ГИН РАН.
  - «В этом доме с 1970 по 1982 жил учёный-геолог лауреат ленинской премии академик Александр Васильевич Сидоренко» — по адресу: Переулок Хользунова, дом 10.

## Научные труды
Автор более 200 научных работ. Среди них:
- Сидоренко А. В. Доледниковая кора выветривания Кольского полуострова. М.: Изд-во АН СССР, 1958. 108 с.
- Сидоренко А. В. Слово к молодым геологам. М.: Недра, 1964. 35 с.
- Сидоренко А. В., Теняков В. А., Розен О. М. и др. Пара- и ортоамфиболиты докембрия: Состояние проблемы и опыт анализа на примере амфиболитов Кольского полуострова. М.: Наука, 1972. 210 с.
- Сидоренко А. В., Ерёмин В. К. Новый этап региональных геологосъёмочных работ в СССР: Обзор. М.: ВИЭМС, 1976. 22 с.
- Сидоренко А. В., Кондратьев К. Я., Григорьев А. А. Космические исследования окружающей среды и природных ресурсов Земли. М.: Знание, 1982. 79 с.

### Редакторская деятельность
- 1957—1959 — заместитель главного редактора журнала «Известия Карельского и Кольского филиалов АН СССР»
- 1963—1967 — член редколлегии журнала «Литология и полезные ископаемые»
- с 1963 — главный редактор издания «Геология СССР»
- с 1965 — член редколлегии журнала «Известия Академии наук СССР. Серия геологическая»
- с 1966 — главный редактор издания «Гидрогеология СССР»
- с 1973 — главный редактор редколлегии издания «Геологическое строение СССР и закономерности размещения полезных ископаемых».